# 151-й км (Приморский край)
151-й км — железнодорожный разъезд (населённый пункт) в Партизанском районе Приморского края. Входит в состав Екатериновского сельского поселения.

## География
Железнодорожный разъезд 151 км как населённый пункт расположен при железнодорожном разъезде Владивостокского отделения Дальневосточной железной дороги на линии Находка — Партизанск.
Железнодорожный разъезд 151 км стоит на малой реке, правом притоке реки Партизанская, которая протекает примерно в 3 км от села.
Дорога к железнодорожному разъезду 151 км идёт от села Екатериновка вверх по долине реки Партизанская через посёлок Боец Кузнецов, расстояние до села Екатериновка около 8 км, расстояние до районного центра Владимиро-Александровское около 10 км.
На север от железнодорожного разъезда 151 км автомобильная дорога идёт к селу Новая Сила Партизанского района, далее по трассе посёлок Лозовый Партизанского городского округа и город Партизанск. Расстояние до Партизанска около 15 км.

## Население
| 2002 | 2010 |
| ---- | ---- |
| 14   | ↗17  |

## Улицы
В населённом пункте имеется одна улица: Ключевая.

## Экономика
В окрестностях населённого пункта находятся садоводческие общества. Жители работают на железной дороге.